# Cratichneumon versator
Cratichneumon versator là một loài tò vò trong họ Ichneumonidae.